# Аватамсака-сутра

Хуаяньцзин

Аватамсака-сутра (санскр. महावैपुल्यबुद्धावतंसकसूत्र IAST: Mahāvaipulya Buddhāvataṃsaka Sūtra; полное название: «Буддха-аватамсака-сутра», или «Гирлянда сутр, украшающая Пробуждённого») — большое собрание сутр, созданных в Индии в первые века н. э. и почитаемое в качестве такового (то есть в качестве собрания махаянских сутр) как в тибетском буддизме, так и буддийской школой махаяны Хуаянь, сформировавшейся в Китае в период между I и IV веками н. э.
Согласно дошедшим до нас китайским переводам, это собрание сутр насчитывает от сорока до восьмидесяти частей и содержит 30000 стихов. Заключительной частью «Аватамсака-сутры» является Гандавьюха сутра (которую буддисты махаяны изучают и как самостоятельное произведение).
«Аватамсака» с санскрита переводится как «гирлянда, венок», отсюда краткое русское название рус. «Цветочная гирлянда сутр».
На китайском название сутры звучит как «Хуаянь-цзин» (кит. трад. 華嚴經, упр. 华严经, пиньинь Huá yán jīng. Впервые это собрание было переведено (в 418—421 годах) с санскрита на китайский язык индийцем Буддхабхадрой (359—429 гг.). Оно было использовано школой Хуаянь как Основа Пути. В конце VII и в VIII веков были осуществлены ещё два перевода.
В VIII веке Сутру перевели с санскрита на тибетский язык (шесть томов из тибетского собрания канонических буддийских текстов Кангьюра). Это собрание текстов, состоящее примерно из двадцати двух сутр, имеет единую композицию, в сорока пяти главах которой (в китайских версиях от 34 до 39) повествуется о «девяти встречах Будды», прежде всего в облике Будды Вайрочаны, с бодхисаттвами и богами (санскр. — дэвами). Первая и последняя из них происходили как бы в земных условиях, остальные же — на небесах созерцаемой буддистами вселенной.
Тексты содержат описания миров будд, мифические события, магические превращения и чудеса, а также гимны во славу будд и бодхисаттв. Наиболее известными и доктринально значимыми текстами собрания являются его самые ранние части (написанные ориентировочно во II в. н. э.).
В «Аватамсака-сутре» объединено понимание учения Будды двумя ранними школами Махаяны — Мадхьямикой и Йогачарой. В частности, из учения мадхьямиков было позаимствовано понятие пустоты (санскр. — шуньяты) как предельного состояния всего сущего, а из йогачары было взято понятие «только ум», утверждающее, что все сущее — иллюзия. Это объединение двух концепций, известное как «всё в одном и одно во всём», является уникальным вкладом в буддийское учение.
«Аватамсака-Сутра» переводилась на английский, французский и немецкий языки.
По-русски существуют переводы лишь фрагментов Сутры. Первый перевод (трёх фрагментов) появился в самиздате в 1983 году.